# ملادين يوفانتشيتش
ملادين يوفانتشيتش (17 مارس 1980) لاعب كرة قدم صربي يلعب حاليا لصالح نادي الدرجة الأولى الرفاع البحريني في مركز الوسط المحوري من 2016.

## الإنجازات

### جيلييزنيتشار ساراييفو
- كأس البوسنة والهرسك (1): 2000

### كاظمة
- كأس الخرافي (1): 2007

### القادسية
- الدوري الكويتي (1): 2009
- كأس ولي العهد (1): 2008
- كأس الاتحاد الكويتي (2): 2008، 2009

### الرفاع
- الدوري البحريني الممتاز (2): 2012، 2014
- كأس ملك البحرين (1): 2010
- كأس الاتحاد البحريني (1): 2014